# Эльквист, Эстер
Рут «Эстер» Элисабет Эльквист (швед. Ruth «Ester» Elisabet Ellqvist; 4 октября 1880 — 20 ноября 1918) — шведская художница, модель и жена Йона Бауэра, шведского художника и иллюстратора. Она училась в Королевской академии свободных искусств Швеции и провела один год, изучая искусство в южной Германии и Италии вместе со своим мужем. Она умерла в 1918 году вместе с мужем и трёхлетним сыном, когда пароход, на котором они плыли, затонул, погибли все 24 человека, находившиеся на борту.

## Биография

### Ранняя биография
Эстер Элльквист родилась 4 октября 1880 года в Аусосе (Сконе) в семье учителя Карла Кристерссона Элльквиста и выросла в Стокгольме.

### Образование
Эллквист училась в конце 1890-х годов в Технической школе (позднее известной как Констфак) в Стокгольме, получая навыки, необходимые ей для поступления в Королевскую академию свободных искусств Швеции. Её братья Оскар и Эрнст, ставшие фотографами, и сестра Герда, преподававшая рукоделие, также учились в Технической школе.
В 1900 году она начала учиться в Королевской академии свободных искусств, которая начала принимать студентов-женщин ещё в 1864 году, но тем не менее образовательная программа оставалась для мужчин и женщин разной и в не пользу для последних. Так, например, обнажённые модели не использовались в занятиях для студенток. Во время учёбы в Академии Эстер также посещала занятия в школе гравёров имени А. Талльберга.
Элльквист была амбициозной и умелой студенткой на ранних этапах модернистского художественного движения и в конце периода расцвета национального романтизма, который был представлен в работах художников Академии: Карла Улофа Ларссона, Андерса Цорна, Бруно Лильефорса и Ричарда Берга. Элльквист и её друзья были среди студентов Академии, которые протестовали против консервативных взглядов школы, что привело к созданию влиятельной Ассоциации художников (швед. Konstnärsförbundet). Она выпустилась из Академии в 1905 году.

### Замужество
Эстер Эльквист познакомилась с Йоном Бауэром в Академии художеств в 1900 году. У них были периоды разлуки, во время которых они активно переписывались. Она вышла замуж за Бауэра 18 декабря 1906 года. В начале их отношения были безоблачны, тем не менее потом у них стали случаться размолвки, отчасти потому, что у них были разные устремления. Элльквист хотела жить недалеко от Стокгольма, а её мужу нравилось бывать рядом с лесом. Она позировала в качестве модели для множества его работ, в образе сказочной принцессы, в котором она предстаёт невинной, чистой и недосягаемой женщиной. В 1908 году, финансируемые отцом Бауэра, они в течение одного года путешествовали по южной Германии и Италии, изучая искусство.
| \| \| \| \| \| \| \| \| \| \| \| \|                                                                                         |  |  |  |  |
| Слева направо: - Сказочная принцесса, 1904, эскиз, масло - Фрея, 1905, эскиз, масло - Эстер в дачном домике, 1907, акварель |  |  |  |  |
| |  |  |  |  |
| |  |  |  |  |

У Элльквист и Бауэра был сын Бенгт, родившийся в 1915 году и которого они называли «Путте».
|                             |                             |                      |
| Эстер Элльквист и Йон Бауэр | Эстер Элльквист и Йон Бауэр | Эстер и её сын Бенгт |

К 1917 году в их браке наметился серьёзный кризис, и их любовь друг к другу начала угасать. Элльквист к тому времени фактически отказалась от своих собственных художественных амбиций ради семьи.

### Смерть

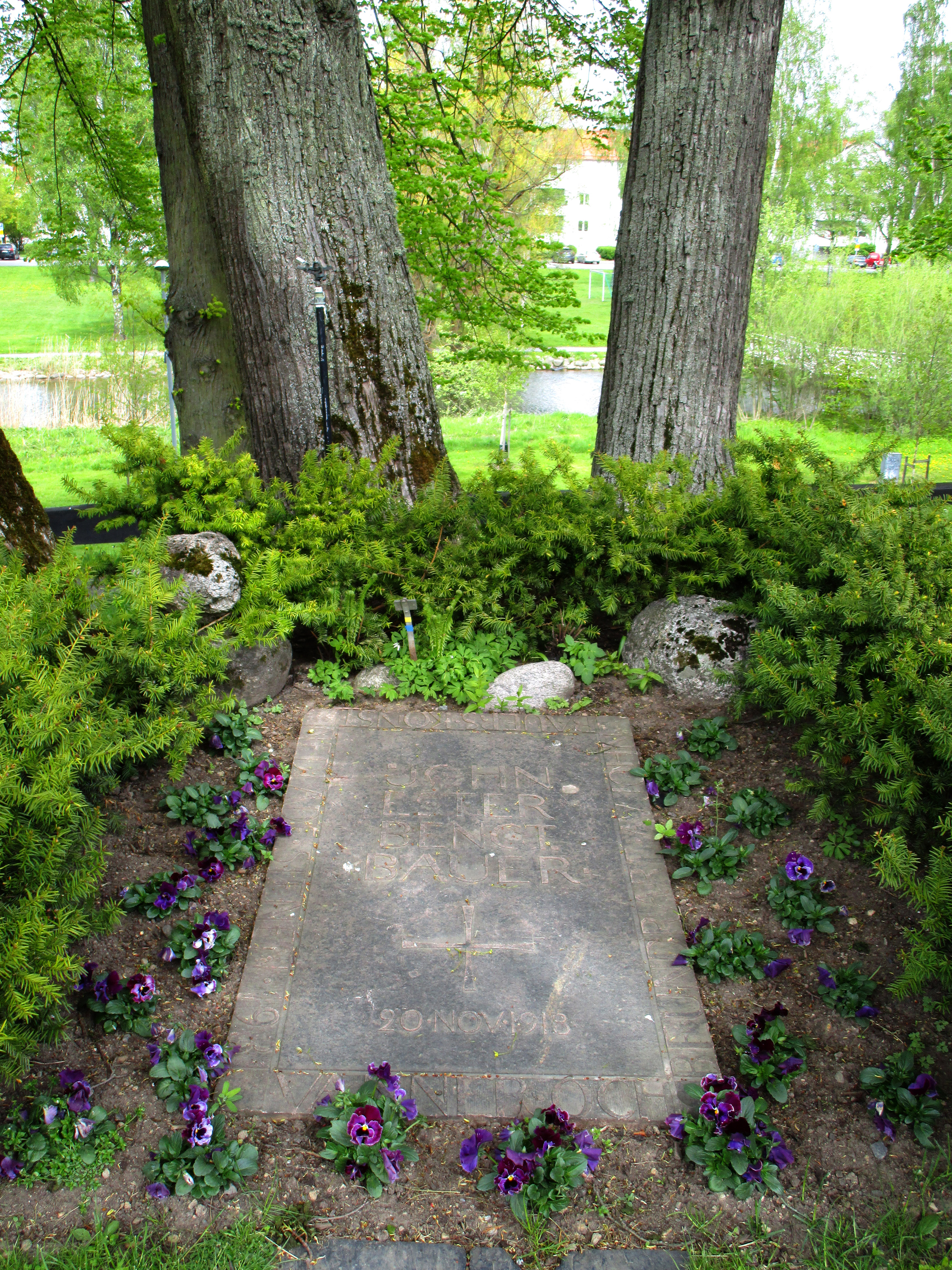
Могила Эстер Элльквист, Йона Бауэра и их сына Бенгта

Элльквист, Бауэр и их трёхлетний сын погибли 20 ноября 1918 года, когда пароход «Пер Браге», шедший в Стокгольм, затонул в озере Веттерн. Погибли все, находившиеся на борту (8 пассажиров и 16 членов экипажа). 18 августа 1922 года Бауэры были похоронены на кладбище Остра в Йенчепинге (в квартале 04, участок № 06).
| \| \| \| \| \| \| \| \|                                                    |  |  |
| Слева направо: - Портрет молодой женщины в оборках - Двойной портрет детей |  |  |
|                                                                            |  |  |
|                                                                            |  |  |